# Accomac
Accomac är administrativ huvudort i Accomack County i Virginia. Vid 2010 års folkräkning hade Accomac 519 invånare.